# Citharacanthus spinicrus
Citharacanthus spinicrus là một loài nhện trong họ Theraphosidae.
Loài này thuộc chi Citharacanthus. Citharacanthus spinicrus được miêu tả năm 1819 bởi Latreille.